# Gabinete Anastasiádis II
El Gobierno de Níkos Anastasiádis (28 de febrero de 2018 - 28 de febrero de 2023) es el decimotercer gobierno de Chipre.

## Apoyo parlamentario
| Cámara                             | Candidato          | Fecha                                          | Voto | DISY |    |   |   | EDEK | DIPA | KOSP | Total |
| ---------------------------------- | ------------------ | ---------------------------------------------- | ---- | ---- | -- | - | - | ---- | ---- | ---- | ----- |
| Cámara de Representantes de Chipre | Níkos Anastasiádis | 28 de febrero de 2018 Mayoría simple requerida | Sí   | 17   |    | 9 |   |      | 1    |      | 27/56 |
| Cámara de Representantes de Chipre | Níkos Anastasiádis | 28 de febrero de 2018 Mayoría simple requerida | No   |      | 15 |   | 4 | 4    |      | 3    | 26/56 |
| Cámara de Representantes de Chipre | Níkos Anastasiádis | 28 de febrero de 2018 Mayoría simple requerida | Abs. |      |    |   |   |      | 3    |      | 3/56  |

## Composición
| Partido político                                           | DISY                   |        |       |
| Cargo                                                      | Nombre                 | Nombre | Ref.  |
| Presidente de la República de Chipre                       |                        |        |       |
| Presidente de la República de Chipre                       | Níkos Anastasiádis     |        | [ 1 ] |
| Ministros                                                  |                        |        |       |
| Ministro Relaciones Exteriores                             | Ioannis Kasoulidis     |        | [ 2 ] |
| Ministro de Finanzas                                       | Harris Georgiades      | [ 3 ]  |       |
| Ministro del Interior                                      | Nikos Nouris           | [ 4 ]  |       |
| Ministro de Defensa                                        | Savvas Angelides       | [ 5 ]  |       |
| Ministro de Educación, Cultura, Deporte y Juventud         | Costas Hambiaouris     | [ 6 ]  |       |
| Ministro de Transportes, Comunicaciones y Obras            | Vassiliki Anastasiadou | [ 7 ]  |       |
| Ministro de Energía, Comercio e Industria                  | Georgios Lakkotrypis   | [ 8 ]  |       |
| Ministro de Agricultura, Desarrollo Rural y Medio Ambiente | Kostas Kadis           | [ 9 ]  |       |
| Ministro de Trabajo y Previsión Social                     | Zeta Emilianidou       | [ 10 ] |       |
| Ministra de Justicia y Orden Público                       | Ionas Nicolaou         | [ 11 ] |       |
| Ministro de Salud                                          | Constantinos Ioannou   | [ 12 ] |       |